# Maggie Siff
Maggie Siff (Nova Iorque, 21 de junho de 1974) é uma atriz norte-americana. Seus papéis de mais destaque na televisão são a herdeira da loja de departamentos Rachel Menken Katz na série da AMC Mad Men, a Dra. Tara Knowles na série da FX Sons of Anarchy, pela qual ela recebeu duas indicações para o Critics 'Choice Television Award de Melhor Atriz Coadjuvante em uma Série Dramática e a psiquiatra Wendy Rhoades na série Billions, do canal Showtime.
Ela também fez papéis nos filmes Push (2009), como a personagem Teresa Stowe, e Leaves of Grass (2010), como Rabbi Renannah Zimmerman. Ela atuou no filme independente A Woman, a Part (2016) e fez um papel menor no filme dramático One Percent More Humid (2017). Ela é a porta-voz de televisão do serviço de consultoria robótica Betterment .

## Infância e educação
Siff nasceu no Bronx, na cidade de Nova York. Ela estudou na Bronx High School of Science e no Bryn Mawr College, onde se formou em inglês em 1996. Mais tarde, ela concluiu um MFA em atuação na Tisch School of the Arts da New York University. Pouco depois de se formar, Maggie também trabalhou temporariamente em um fundo de hedge, em que se baseou para interpretar seu papel em Billions.
Siff trabalhou bastante no teatro regional antes de ir para a televisão. Ela ganhou o Prêmio Barrymore de Excelência em Teatro em 1998 pela sua atuação em Ghosts no Lantern Theatre Company, de Henrik Ibsen.
Filha de pai de ascendência judia Ashkenazi que também atuou no teatro, Siff declarou que se sente "culturalmente judia por causa de como e onde cresci."

## Carreira
Maggie começou a fazer séries de televisão em 2004. Ela estreou como uma palestrante dos Alcoólicos Anônimos durante um episódio de Rescue Me na 2ª temporada. Ela também participou de Law & Order: Special Victims Unit, Grey's Anatomy e Law & Order.
Ela interpretou Rachel Menken Katz na série Mad Men de 2007 a 2008, que a levou a ser indicada, junto com o resto do elenco, para o Screen Actors Guild Award por Melhor Desempenho por um Conjunto em uma Série Dramática. Ela também atuou em Nip / Tuck durante esse tempo, antes de ser escalada como a Dra. Tara Knowles em Sons of Anarchy em 2008.
Ela apareceu em filmes como Then She Found Me (2007), interpretando a personagem Lily, Push, no papel de uma cirurgiã psíquica (chamada de Stitch) chamada Teresa Stowe, enviada para ajudar Nick (interpretado por Chris Evans), Funny People (2009) como Rachel, Leaves of Grass (2010) como Rabbi Renannah Zimmerman, e Concussion (2013) como Sam Bennet. Ela também esteve na série de 2016 do canal Showtime Billions e atuou em um filme independente independente chamado A Woman, A Part (2016), bem como One Percent More Humid (2017).
A partir de 2018, ela passou a servir como porta-voz de televisão da Betterment, um serviço de investimento online.
Em 2020, Siff emprestou sua voz para o tema titular de "Polly Platt: The Invisible Woman", durante uma temporada do podcast de história do cinema de Karina Longworth, You Must Remember This.

## Vida pessoal
Em outubro de 2013, Maggie anunciou seu primeiro filho com o marido, Paul Ratliff, com quem se casou em 2012. Maggie deu à luz uma filha, chamada Lucy.

## Filmografia

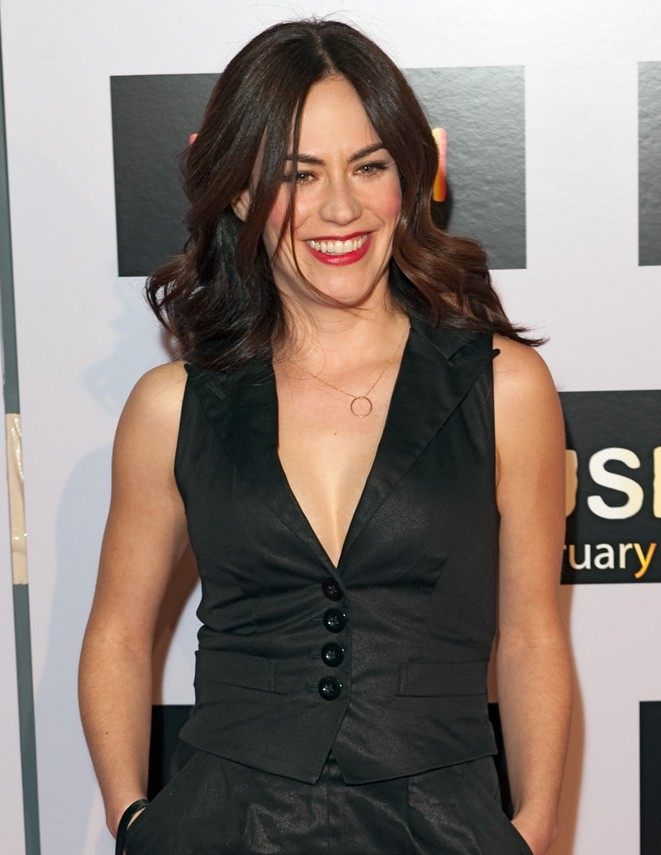
Maggie na estreia de Push em janeiro de 2009

### Cinema
| Ano  | Título                             | Função                  | Notas |
| ---- | ---------------------------------- | ----------------------- | ----- |
| 2007 | Michael Clayton                    | Advogado # 1            |       |
| 2007 | Then She Found Me                  | Lily                    |       |
| 2009 | Push                               | Teresa Stowe            |       |
| 2009 | Leaves of Grass                    | Rabi Renannah Zimmerman |       |
| 2009 | Funny People                       | Rachel                  |       |
| 2013 | Concussion                         | Sam Bennet              |       |
| 2016 | The 5th Wave                       | Lisa Sullivan           |       |
| 2016 | A Woman, a Part                    | Anna Baskin             |       |
| 2016 | The Sweet Life                     | Ava                     |       |
| 2017 | One Percent More Humid             | Lisette                 |       |
| 2019 | The Short History of the Long Road | Cheryl                  |       |

### Televisão
| Ano         | Título                            | Papel               | Notas                                          |
| ----------- | --------------------------------- | ------------------- | ---------------------------------------------- |
| 2004        | Third Watch                       | Cindy               | Episódio: "Obsessão"                           |
| 2005        | Rescue Me                         | Mulher jovem em AA  | Episódio: "Twat"                               |
| 2006        | Law & Order: Special Victims Unit | Emily McCooper      | Episódio: "Gone"                               |
| 2006        | 3 lbs.                            | Lisa Kutchem        | Episódio: "The God Spot"                       |
| 2007        | Grey's Anatomy                    | Ruthie Sales        | Episódio: "O cerne da questão"                 |
| 2007–2008   | Mad Men                           | Rachel Menken Katz  | Papel principal; 9 episódios                   |
| 2007–2008   | Nip / Tuck                        | Rachel Ben Natan    | Função de convidado; 3 episódios               |
| 2008        | Law & Order                       | Procurador Mahaffey | Episódio: "Executioner"                        |
| 2008–2013   | Sons of Anarchy                   | Tara Knowles        | Papel principal (temporadas 1–6); 79 episódios |
| 2009        | Life on Mars                      | Maria Belanger      | Função de convidada; 3 episódios               |
| 2011        | A Gifted Man                      | Lily                | Episódio: "In Case of Letting Go"              |
| 2016 – 2023 | Billions                          | Wendy Rhoades       | Papel principal; 55 episódios                  |
| 2019        | Explained                         | Ela mesma           | Narradora; Episódio: "Bilionários"             |